# Королевство (роман)
Королевство (норв. Kongeriket) — роман норвежского писателя Ю Несбё 2020 года. Книга стала первым произведением цикла «Королевство». Следующий роман цикла — «Kongen av Os» (англ. Blood Ties)

## Сюжет
Рой и его младший брат Карл остаются одни после трагической смерти их родителей. И когда Карл уезжает путешествовать, Рой остаётся в их забытой богом деревушке городка под названием Ус, жить размеренной жизнью автомеханика... На родной земле в горах, которой они владели несколько поколений, и которую их отец называл "Королевством".
Спустя 15 лет, Карл неожиданно возвращается в родной дом с новой женой Шэннон - странной девушкой из Барбадоса и планом - построить на их земле высокогорный спа-отель. Его грандиозный план должен не только принести богатство братьям, но и коренным образом изменить жизнь всей деревни. Встреча всколыхнет в  памяти брата  не только все то, о чем бы хотелось забыть, но заодно и весь городок, предложив «мутную» идею возрождения городка.   
По мере того, как проект Карла осуществляется, Рой понимает, что его неудержимо тянет к жене брата, а темные семейные тайны далёкого прошлого, казалось, похороненные навсегда, начинают всплывать на поверхность... Рой всегда делает всё возможное, чтобы защитить младшего брата, но на этот раз его преданности предстоит пройти проверку, о какой он даже не подозревал. Мир Роя рушится из-за событий, в которых замешаны убийство, предательство и любовь... 

## Номинации и премии
2020 — Номинация премии Adlibris Awards (лучший детективный роман), Швеция
2020 — Номинация премии Lubimy Czytać за лучшую книгу года (лучший детективный роман) Польша
2021 — Номинация премии Mofibo Awards (лучший детектив и саспенс), Дания 
2021 — Вошел в длинный список премии CWA Crime Fiction in Translation Dagger Award UK